# Quận Bibb, Alabama
Quận Bibb là một quận thuộc tiểu bang Alabama, Hoa Kỳ. Quận được đặt tên theo William W. Bibb, thống đốc Alabama đầu tiên. Tại thời điểm năm 2000, quận này có dân số 20.826 người. Quận lỵ là Centreville,6, quận này là một quận khô.